# 兵庫県立海洋体育館
兵庫県立海洋体育館（ひょうごけんりつかいようたいいくかん）は、兵庫県芦屋市の夙川河口西岸に立地する、ヨット、カヌーを中心とする総合マリンスポーツ基地。愛称は芦屋マリンセンター。
初心者スクール等も開講している。

## 施設
- 第一艇庫 - 664m2、艇庫、船具ロッカー、更衣室
- 第二艇庫 - 206m2、艇庫、修理場、談話室
- 陸置場 - ボートヤード、340艇分
- レンタル用船艇 - ディンギーヨット、漕艇用ボート、カヌー
- ボートリフター（4t用、8t用）
- スロープ（30m）
- 研修室
- 和室会議室
- ミーティングロビー

## 利用情報
- 開館時間
  - 4月～9月 - 9:30～18:30
  - 10月～3月 - 9:30～17:30
- 休館日 - 月曜日（月曜日が祝日のときは火曜日）

## 建築概要
- 敷地面積 - 12,839m2
- 建築面積 - 1,359m2
- 所在地 - 〒659-0032 兵庫県芦屋市浜風町30番2号

## 交通アクセス
- 打出駅（阪神本線）徒歩12分

## 周辺情報
- 芦屋海浜公園プール（隣接）
- ベルポート芦屋
- 富田砕花旧居
- 新西宮ヨットハーバー
- 兵庫県立国際高等学校
- 兵庫県立芦屋国際中等教育学校